# Septième Ciel (film, 2008)
Pour les articles homonymes, voir Septième ciel.
Pour plus de détails, voir Fiche technique et Distribution.
Septième Ciel (Wolke 9) est un film allemand réalisé par Andreas Dresen, sorti en 2008. Il évoque l'amour et la sexualité entre personnes âgées.

## Fiche technique
- Titre : Septième Ciel
- Titre original : Wolke 9
- Réalisation : Andreas Dresen
- Scénario : Andreas Dresen, Jörg Hauschild, Laila Stieler et Cooky Ziesche
- Production : Dagmar Mielke, Peter Rommel, Andreas Schreitmüller et Rosemarie Wintgen
- Photo : Michael Hammon
- Pays d'origine : Allemagne
- Genre : Drame et romance
- Durée : 98 minutes
- Date de sortie :  2008

## Distribution
- Ursula Werner : Inge
- Horst Rehberg : Werner
- Horst Westphal : Karl
- Steffi Kühnert : Petra